# Christian Cabrol
Christian Cabrol (* 16. September 1925 in Chézy-sur-Marne; † 16. Juni 2017 in Paris) war ein französischer Arzt, Autor und Politiker des Rassemblement pour la République (RPR) und später der Union pour un mouvement populaire (UMP). Er wurde insbesondere bekannt, weil er 1968 die erste Herztransplantation in Europa durchführte.

## Leben
Christian Cabrol stammte aus einer Landwirtsfamilie. Über seinen Großvater, der Arzt war, kam er zum Medizinstudium.
Nach Abschluss des Studiums durchlief Cabrol eine Laufbahn in den Pariser Krankenhäusern. Für seine Entwicklung hin zur Herz-Lungen-Chirurgie sorgte vor allem Gaston Cordier und, während eines Auslandsaufenthaltes 1956 in Minneapolis, Clarence Walton Lillehei. Während des USA-Aufenthalts entstand auch Kontakt zu Norman Shumway und Christiaan Barnard.
Am 27. April 1968 transplantierte Cabrol mit der Assistenz von Gérard Guiraudon am Hôpital de la Pietié-Salpêtrière das erste Herz in Europa. Der 66-jährige Patient Clovis Roblain starb allerdings bereits 53 Stunden nach der Operation.
Ab 1972 leitete Cabrol die neu geschaffene Abteilung für Herzchirurgie am Hôpital de la Pietié-Salpêtrière. In dieser Funktion führte Cabrol 1982 auch die erste Herz-Lungen-Transplantation in Frankreich durch und setzte 1986 das erste Kunstherz ein. Ab 1989 war Cabrol Präsident von France Transplant.
Von 1989 bis 2001 war Cabrol zunächst für den RPR und dann für die daraus hervorgegangene UMP Mitglied des Pariser Stadt- und Generalrats. Ab 1995 war er Beigeordneter des damaligen Bürgermeisters von Paris, Jean Tiberi.
Von 1994 bis 1999 war Cabrol Abgeordneter im Europäischen Parlament. Dort gehörte er dem Ausschuss für Umweltfragen, öffentliche Gesundheit und Lebensmittelsicherheit an.
Er war Mitglied der Académie nationale de Médecine.
Cabrol war in zweiter Ehe mit der französischen Schauspielerin Bérengère Dautun verheiratet.

## Werke
- De tout cœur, Éditions Odile Jacob, Paris 2006, ISBN 2-7381-1658-2
- Une histoire de cœur, Éditions les Belles Lettres, Paris 1999 (Autobiographie), ISBN 2-251-44146-8
- Le don de soi, ISBN 2-01-237040-3
- La bataille pour la vie
- Parole de médecin, ISBN 2-253-06291-X
- Les nitrates et l’homme, ISBN 2-9520087-1-X
- Mangeons vrai, ISBN 2-86391-810-9
- Anatomie appareil locomoteur, ISBN 2-257-10251-7
- Guide familial de la santé, ISBN 2-01-021386-6
- Au cœur de la vie, itinéraire d’un chirurgien d’exception, Vorwort von Simone Veil Flammarion, 2012, ISBN 978-2-08-127013-8

## Auszeichnungen
- Ordre national du Mérite
- Kommandeur der Ehrenlegion